# 愛西市中央図書館
愛西市中央図書館（あいさいしちゅうおうとしょかん）は、愛知県愛西市須依町にある公共図書館。中央図書館・佐織図書館・立田図書館の3館からなる愛西市図書館の中央館である。1995年（平成7年）3月1日に開館した。名鉄尾西線日比野駅から南に1km、徒歩15分の場所にある。
1966年（昭和41年）11月には海部郡佐屋町に、杉野繁一の名前を冠した佐屋町立杉野図書館（さやちょうりつすぎのとしょかん）が開館した。佐屋町立杉野図書館は1994年（平成6年）11月に閉館し、1995年（平成7年）3月には杉野図書館の西隣に後継館の佐屋町立図書館が開館している。2005年（平成17年）4月1日には佐屋町・佐織町・立田村・八開村の2町2村が合併して愛西市が発足し、佐屋町立図書館は愛西市中央図書館に改称した。

## 歴史

### 佐屋町立杉野図書館(1966-1994)

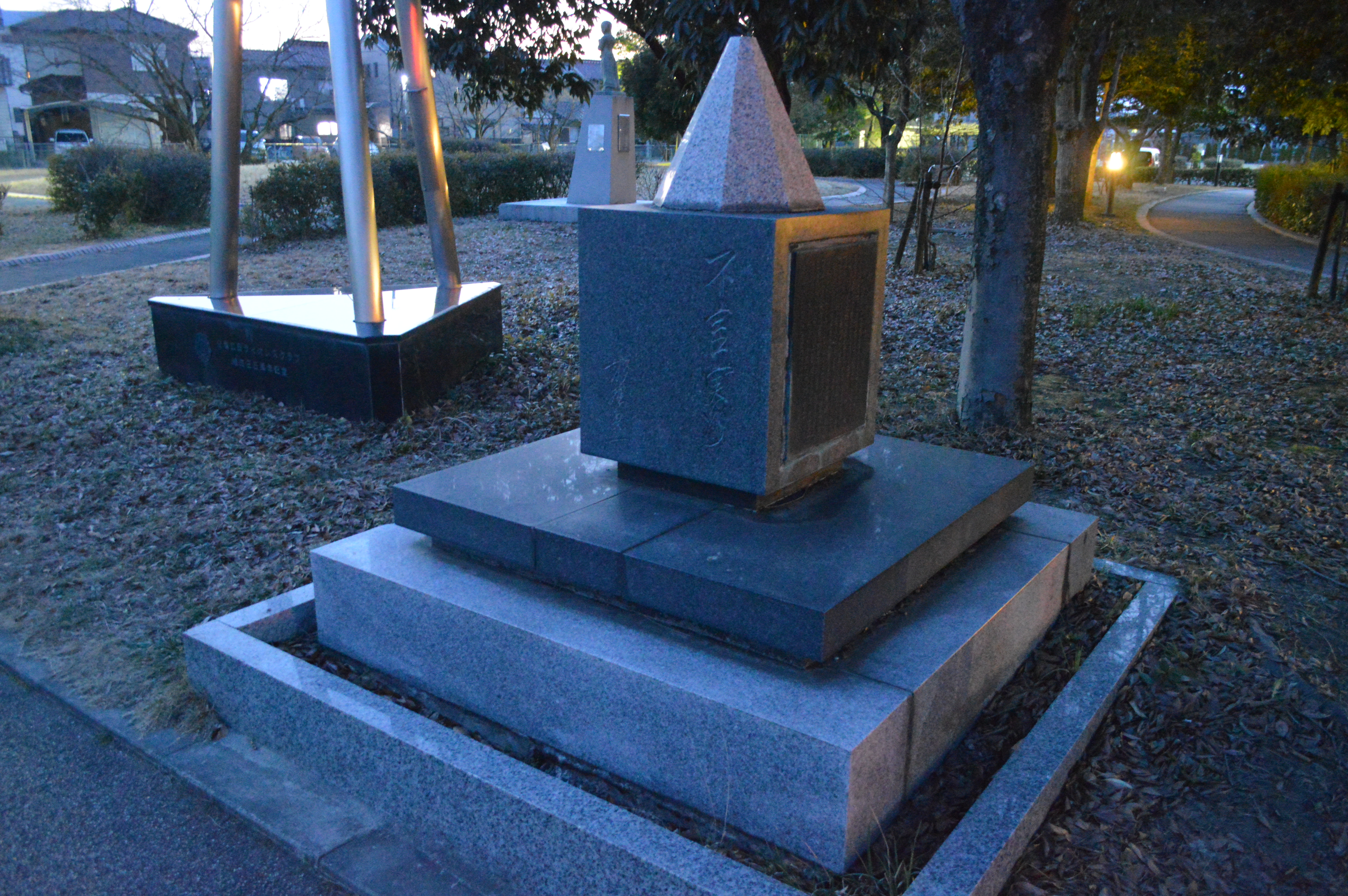
1966年からある「不言実行」の石碑

海部郡佐屋町出身の実業家・教育者である杉野繁一は、故郷の佐屋町の町制施行10周年を記念して、個人的に1000万円を寄付した。佐屋町は1966年（昭和41年）に図書館の建設を計画。1966年（昭和41年）4月23日に着工し、11月3日に杉野の名を冠した佐屋町立杉野図書館が開館した。なお、同時期の愛知県にあった町立の公共図書館は佐屋町立杉野図書館と蟹江町立図書館（1966年5月1日開館）の2館のみであり、他はいずれも市立図書館だった。
開館時の蔵書数は約3,000冊だったが、開館後しばらくして準備が整うまでは館外貸出を行っていない。開館10周年を迎えた1976年（昭和51年）時点の蔵書数は約11,300冊だった。1978年4月1日時点の蔵書数は12,581冊だった。
新館への移転準備のために、佐屋町立杉野図書館は1994年（平成6年）11月27日に閉館した。杉野図書館の建物は佐屋社会福祉会館として使用されたが、2014年（平成26年）以降に解体され、跡地には防災備蓄倉庫が建設された。

### 佐屋町立図書館/愛西市中央図書館(1995-)

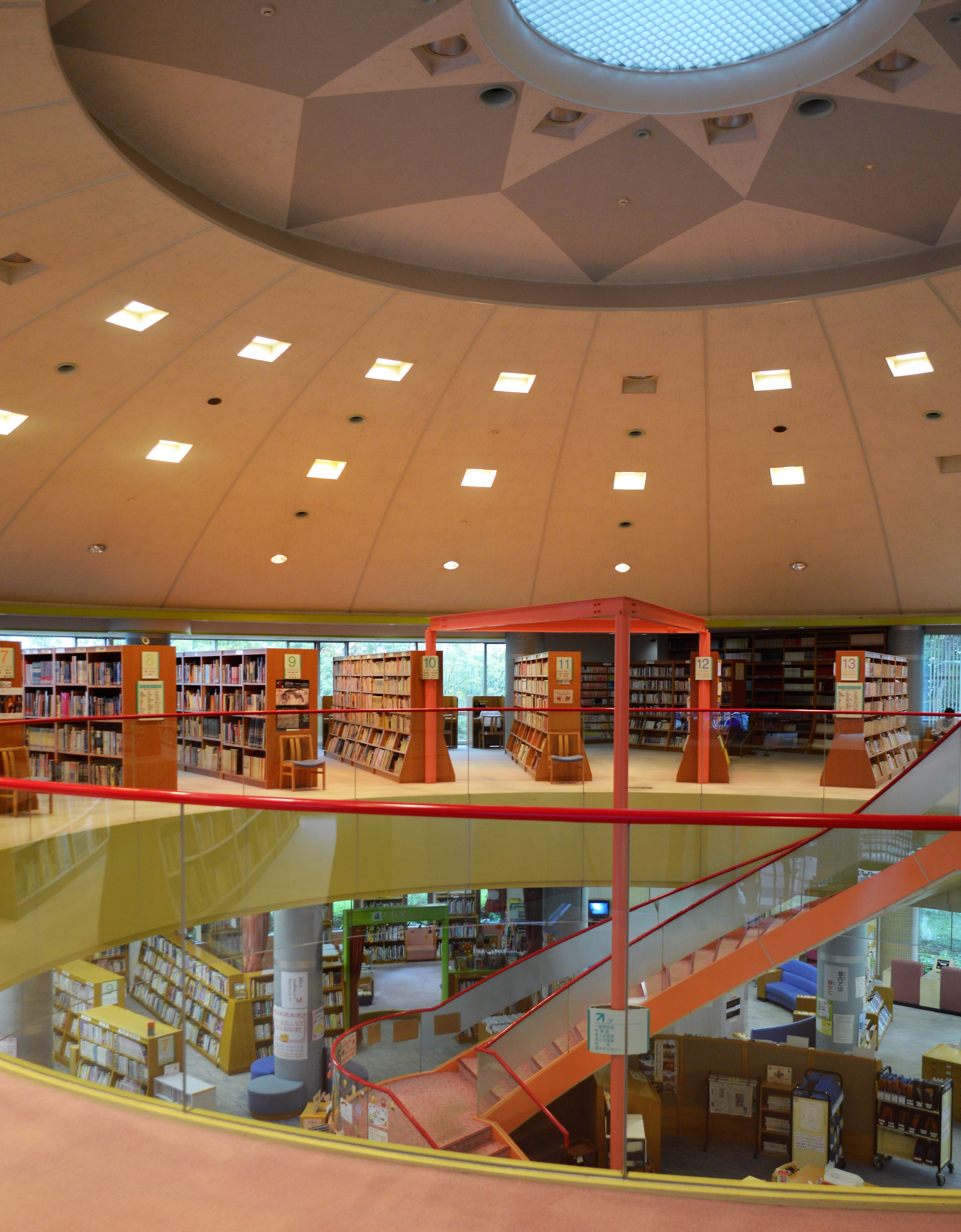
館内中央部のドームと吹き抜け

杉野図書館から見ると道路を挟んで西隣、佐屋町立佐屋中学校のプール跡地にて、1993年（平成5年）10月17日に新図書館の安全祈願祭が行われた。1993年度・1994年度の2か年継続事業として、奥村・サシヨシ建設共同企業体(JV)によって建設された。1995年（平成7年）1月28日には竣工式が行われ、3月1日に佐屋町立図書館が開館した。
総工費は10億2794万円。蔵書収蔵冊数は10万冊。開館時の開館時間は「9時-17時」であり、休館日は月曜日・祝日・毎月末日・年末年始・特別整理期間だった。杉野図書館にはなかったコンピュータが導入されたため、貸出返却処理の迅速化が図られ、図書資料の蔵書検索が可能となった。また、開館と同時に愛知県図書館とコンピュータで結ばれたため、愛知県図書館の図書資料の検索や貸出予約も可能となった。1995年10月末時点の蔵書数は約52,000冊であり、その他にAV資料約2,100点、紙芝居約750点があった。1995年4月から10月までの入館者数は1日平均433人であり、貸出数は1日平均560点だった。
2005年（平成17年）4月には佐屋町・佐織町・立田村・八開村の2町2村が合併して愛西市が発足し、佐屋町立図書館は愛西市中央図書館に改称している。2017年度（平成29年度）には指定管理者制度を導入し、隣接する津島市立図書館同様にNPO法人 まちづくり津島が指定管理者となった。

## 施設

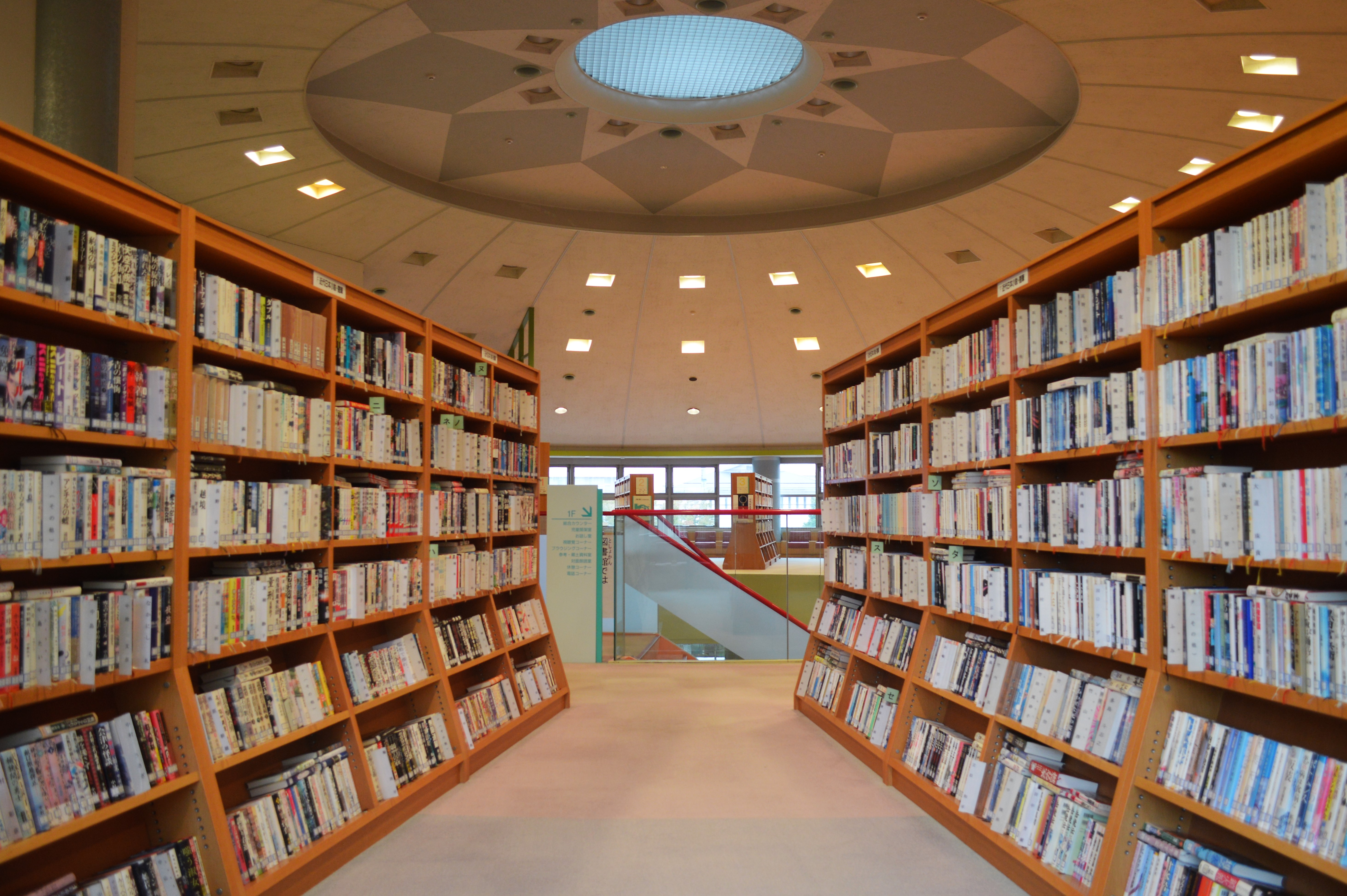
一般書の書架（2階）

愛西市中央図書館の中央部は2階までの吹き抜けとなっており、とんがり帽子状の「光の塔」が自然光を採り入れている。一般開架室は円形ドームの下に17の書架が放射状に並んでいる。自然光を採り入れるためのガラス窓が多く、明るく親しみやすい図書館となっている。
1階には児童開架室、お話し室、視聴覚コーナー、ブラウジングコーナー、参考郷土資料室、3万冊収容の閉架書庫がある。2階には一般開架室、学習室、会議室、和室がある。
1966年（昭和41年）11月2日、杉野図書館の入口前には杉野繁一によって「不言実行」と書かれた八角錐の石碑が設置された。現行館開館後もしばらくは杉野図書館跡地にあったが、2005年（平成17年）1月には現行館南側の公園内に移設された。杉野図書館の敷地内には平和祈念の碑（人物像）も設置されていたが、2014年（平成26年）以降に杉野図書館が解体されて愛西市防災倉庫が建設された時には、平和祈念の碑も公園内に移設された。

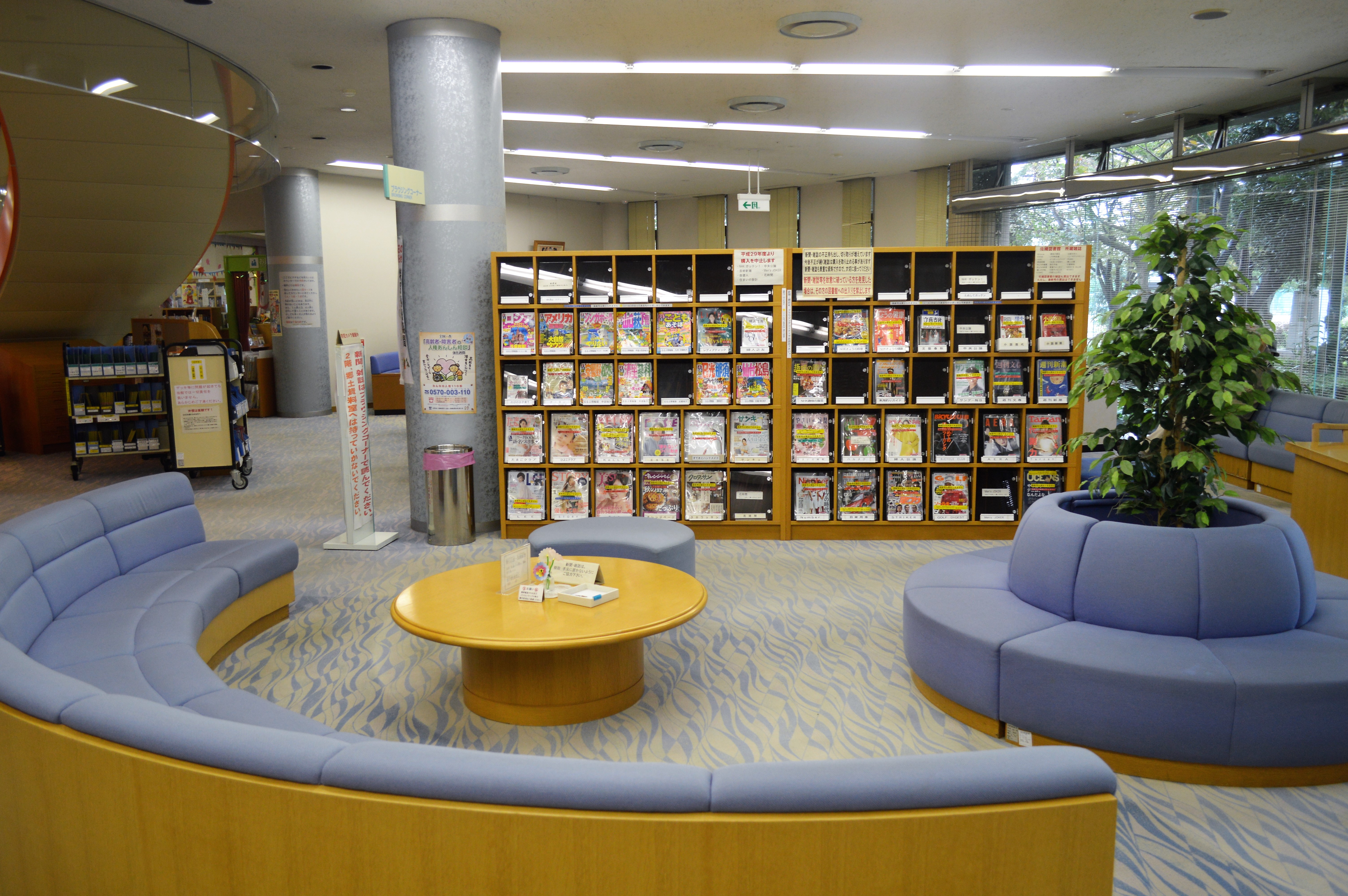
雑誌コーナー
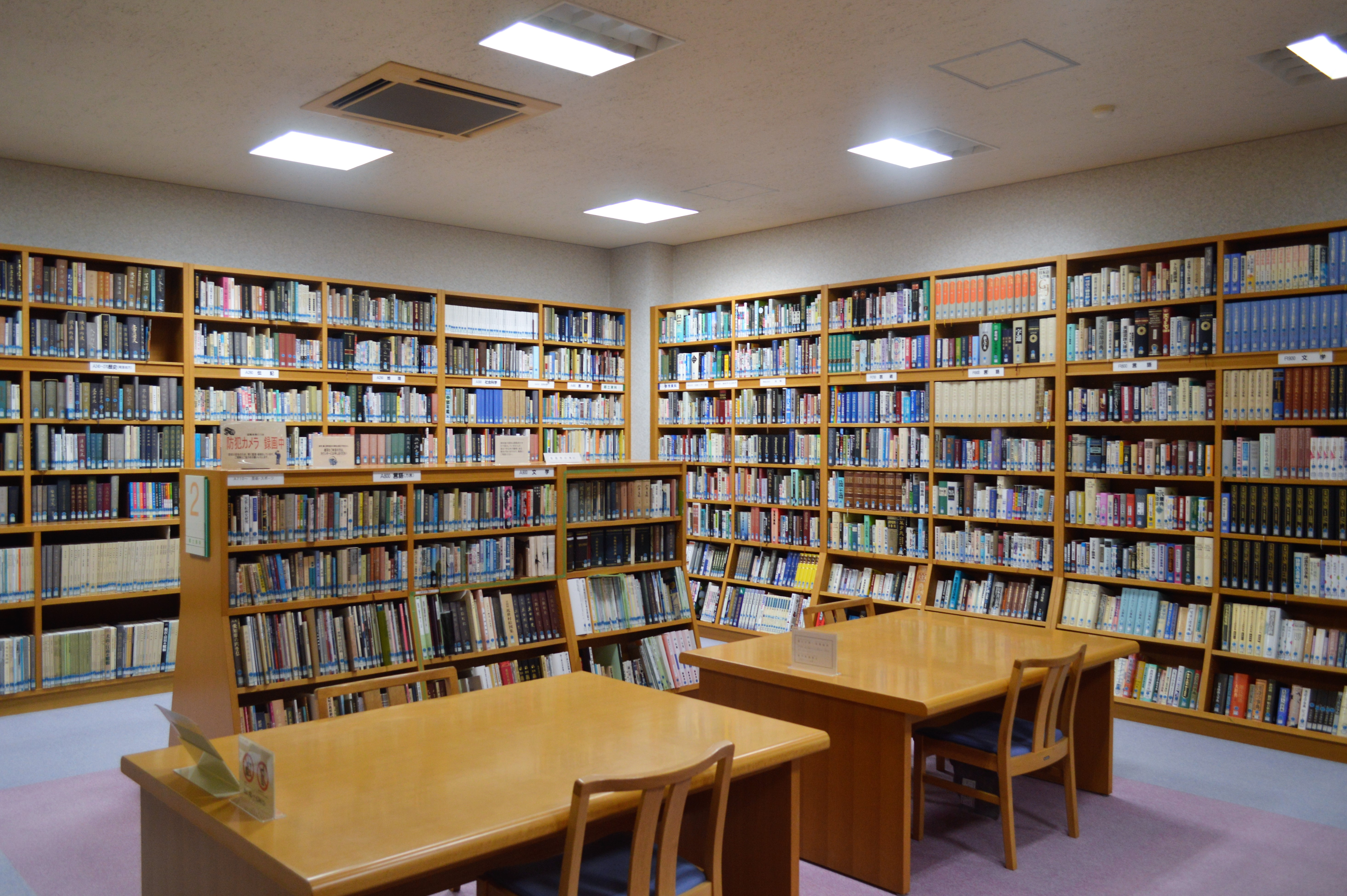
参考郷土資料室
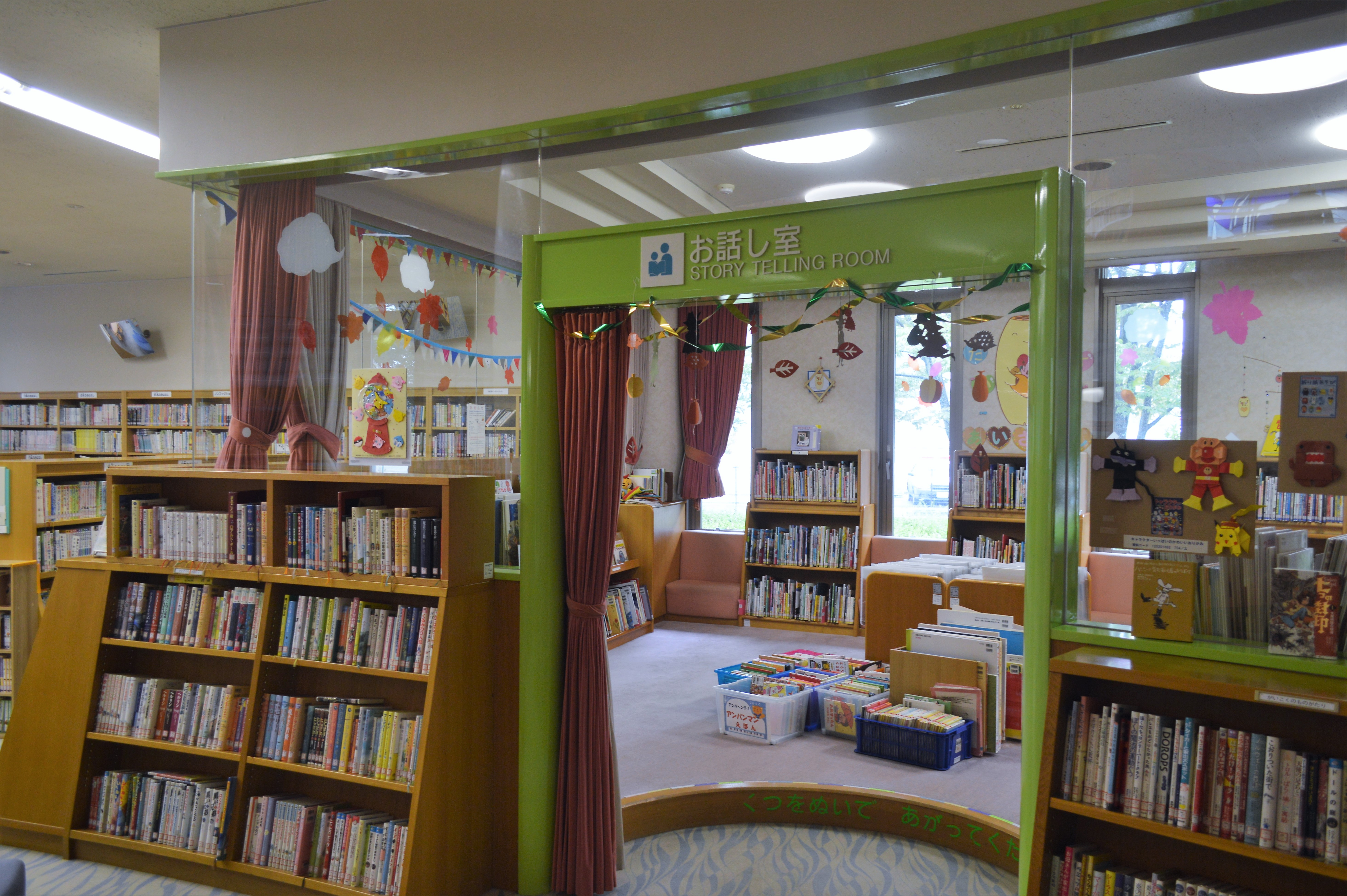
お話し室
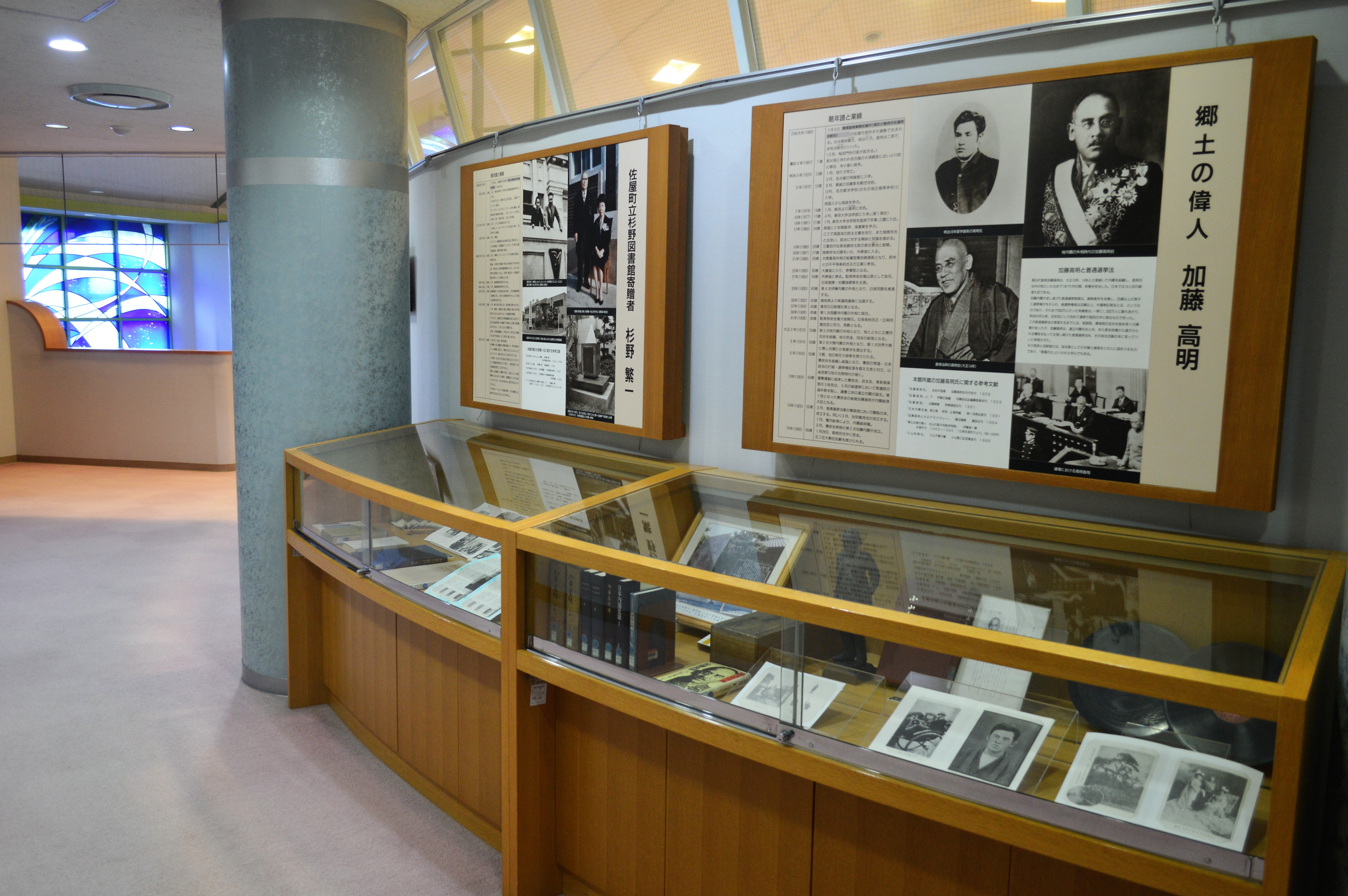
加藤高明と杉野繁一と稲葉真弓の展示コーナー
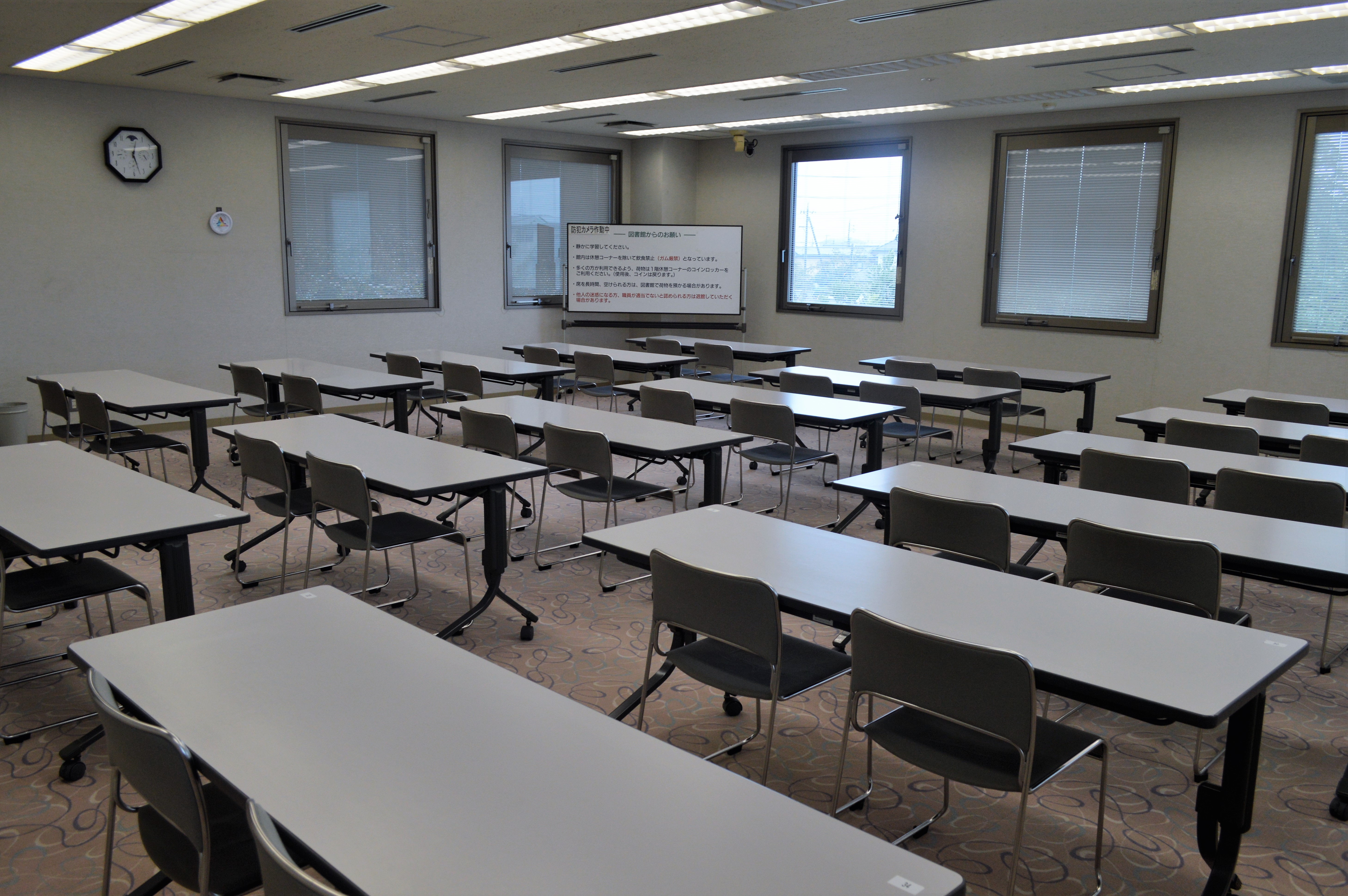
学習室

## 利用案内
| 愛西市中央図書館の利用案内 | 愛西市中央図書館の利用案内                                                                      |
| -------------------------- | ----------------------------------------------------------------------------------------------- |
| 開館時間                   | 9時-18時                                                                                        |
| 休館日                     | 月曜日、毎月第2木曜日、年末年始、特別整理期間                                                   |
| 貸出冊数                   | 図書・視聴覚資料あわせて10点以内（うち、視聴覚資料は3点まで）                                   |
| 貸出期間                   | 15日以内                                                                                        |
| 貸出可能者                 | 愛西市在住・在勤・在学者 津島市・弥富市・あま市・稲沢市・海部郡（蟹江町・大治町・飛島村）在住者 |

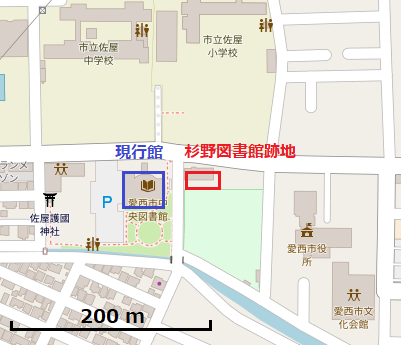
愛西市中心部における図書館の位置

2017年度に指定管理者制度が導入されてNPO法人 まちづくり津島が指定管理者となった際、開館時間が「9時-17時（6月～9月は9時-18時）」から「一年を通じて9時-18時」に変更された。また祝日の翌日も開館日となり、年末年始の休館日は「12月28日-1月4日」から「12月29日-1月3日」に変更された。また、津島市立図書館と同じ機関が指定管理者となったことで、名鉄津島駅構内の津島総合案内所にある津島市立図書館の返却ポストに愛西市図書館の図書も返却可能となった。